# François Perrot
François Perrot (Párizs, 1924. február 26. – Párizs, 2019. január 20.) francia színész.

## Filmjei

### Mozifilmek
- Les femmes s'en balancent (1954)
- Vous pigez? (1955)
- Montparnasse 19 (1958)
- Veszedelmes viszonyok (Les Liaisons dangereuses)
- Le sourire vertical (1973)
- Nada csoport (Nada) (1974)
- Piszkoskezű ártatlanok (Les Innocents aux mains sales)(1975)
- Le jeu du solitaire (1976)
- Marie-poupée (1976)
- Ellenségem holtteste (Le Corps de mon ennemi) (1976)
- Alice utolsó szökése (Alice ou la Dernière Fugue) (1977)
- Mindenkinek a maga keresztje (À chacun son enfer) (1977)
- Madame Claude (1977)
- Le Vieux Pays où Rimbaud est mort (1977)
- A mások pénze (L'Argent des autres) (1978)
- Az úszómester (Le Maître-nageur) (1979)
- Je te tiens, tu me tiens par la barbichette (1979)
- Női fény (Clair de femme) (1979)
- Ras le cœur (1980)
- Le Règlement intérieur (1980)
- Három felesleges ember (Trois hommes à abattre) (1980)
- Gyanútlan gyakornok (Inspecteur la Bavure) (1980)
- Szökés a halál elől (Une robe noire pour un tueur) (1981)
- Seuls (1981)
- Du blues dans la tête (1981)
- Nagytakarítás (Coup de torchon) (1981)
- Hotel Amerika (Hôtel des Amériques) (1981)
- Josepha (1982)
- A sokk (Le Choc) (1982)
- Sok pénznél jobb a több (Pour 100 briques t'as plus rien...) (1982)
- Les quarantièmes rugissants (1982)
- Que les gros salaires lèvent le doigt! (1982)
- Titokban Hongkongban (Banzaï) (1983)
- Házibuli és szerelem (Surprise Party) (1983)
- Sarah (1983)
- A haverom nője (La Femme de mon pote) (1983)
- Az Ők felesége (Attention ! Une femme peut en cacher une autre) 1983)
- L'ami de Vincent (1983)
- Az arany bűvöletében (Les Morfalous) (1984)
- A Szfinx repülése (Le Vol du Sphinx) (1984)
- Ça n'arrive qu'à moi (1985)
- Le Débutant (1986)
- Si t'as besoin de rien... fais-moi signe (1986)
- Les Exploits d'un jeune Don Juan (1986)
- Jelentős évek (Les Années sandwiches) (1988)
- Az élet és semmi más (La Vie et rien d'autre) (1989)
- Faux et usage de faux (1990)
- Kösz, megvagyok! (Merci la vie) (1991)
- Lola Zipper (1991)
- Les Clés du paradis (1991)
- Szép história (La Belle Histoire) (1992)
- Tutti gli uomini di Sara (1992)
- Idegen a házban (L'Inconnu dans la maison) (1992)
- À demain (1992)
- Les Faussaires (1994)
- Les Milles (1995)
- A jaguár (Le Jaguar) (1996)
- Mauvais Genre (1997)
- Une journée de merde (1999)
- Une pour toutes (1999)
- Le Cœur à l'ouvrage (2000)
- Mon père, il m'a sauvé la vie (2001)
- Maradok! (Je reste !)' (2003)
- Egy ember és kutyája (Un homme et son chien) (2008)
- Avant l'aube (2011)
- A francia miniszter (Quai d'Orsay) (2013)

### Tv-filmek
- La dame aux camélias (1962)
- Le joueur (1962)
- La rabouilleuse (1963)
- Le jeu d'Elsenberg (1963)
- Goetz von Berlichingen (1965)
- Le chevalier des Touches (1966)
- La tempête (1968)
- Le chandelier (1969)
- Une soirée au bungalow (1969)
- Nina Gipsy (1971)
- Les six hommes en question (1972)
- Joyeux chagrins (1972)
- L'alphomega (1973)
- L'inconnue de la Seine (1973)
- Braises de décembre (1973)
- Marie-Antoinette (1975)
- Les roses de Manara (1976)
- Fou comme François (1979)
- Le journal (1979)
- La vie séparée (1979)
- A tengerpart hölgyei (Les dames de la côte) (1979)
- La traque (1980)
- L'enfant dans le corridor (1980)
- Arsène Lupin joue et perd (1980)
- Noires sont les galaxies (1981)
- Chambre 17 (1981)
- A császárság jegyesei (Les fiancées de l'empire) (1981)
- Toutes griffes dehors (1982)
- The Year of the French (1982)
- Quelques hommes de bonne volonté (1983)
- La veuve rouge (1983)
- Pablo est mort (1983)
- Le génie du faux (1985)
- Music Hall (1986)
- Les étonnements d'un couple moderne (1986)
- Ciboulette (1986)
- Les seins de Lola (1989)
- Poison d'amour (1991)
- C'est quoi ce petit boulot? (1991)
- Le château des oliviers (1993)
- La rançon du chien (1996)
- La clef des champs (1998)
- Louise et les marchés (1998)
- In punta di cuore (1999)
- La rivale (1999)
- Marie et Tom (2000)
- Rejtekút (Les Faux-fuyants) (2000)
- Un impossible amour (2002)
- La maison des enfants (2003)
- La bonté d'Alice (2004)
- A prófécia (La Prophétie d'Avignon) (2007)

### Tv-sorozatok
- Commandant X (1963, egy epizódban)
- Gerfaut (1966, egy epizódban)
- En votre âme et conscience (1967, egy epizódban)
- Les cinq dernières minutes (1972–1990, három epizódban)
- À dossiers ouverts (1974, egy epizódban)
- Histoires insolites (1974, egy epizódban)
- Messieurs les jurés (1974, 1981, két epizódban)
- L'inspecteur mène l'enquête (1977, egy epizódban)
- L'accusée (1974)
- Cinéma 16 (1976–1987, öt epizódban)
- A vizsgálóbíró asszony (Madame le juge) (1978, hat epizódban)
- Brigade des mineurs (1978, egy epizódban)
- Caméra une première (1980, egy epizódban)
- Les dossiers de l'écran (1980, egy epizódban)
- Les amours des années folles (1980, egy epizódban)
- L'esprit de famille (1982)
- Disparitions (1984, egy epizódban)
- A chateauvalloni polgárok (Châteauvallon) (1985, tíz epizódban)
- Les dossiers secrets de l'inspecteur Lavardin (1988, egy epizódban)
- Haute tension (1988, egy epizódban)
- Marie Pervenche (1989, két epizódban)
- Le masque (1989, egy epizódban)
- Les enquêtes du commissaire Maigret (1989, egy epizódban)
- Eurocops (1990–1991, két epizódban)
- Napoléon et l'Europe (1991, egy epizódban)
- Sentiments (1991, egy epizódban)
- Le juge est une femme (1993, egy epizódban)
- Maigret (1994, egy epizódban)
- Chercheur d'héritiers (1995, egy epizódban)
- L'histoire du samedi (1997, egy epizódban)
- Nő fehérben (Une femme en blanc) (1997)
- Doktor Nagyfőnök (Le grand patron) (2002, egy epizódban)
- Les Cordier, juge et flic (2004, egy epizódban)